# Municipio de Broad River
El municipio de Broad River (en inglés: Broad River Township) es un municipio ubicado en el  condado de Buncombe en el estado estadounidense de Carolina del Norte. En el año 2010 tenía una población de 1.763 habitantes.

## Geografía
El municipio de Broad River se encuentra ubicado en las coordenadas 35°32′4.43″N 82°17′12.41″O / 35.5345639, -82.2867806.